# Clã Arthur

Crachá do Clã ArthurLema: FIDE ET OPERA ("Pela Fidelidade e trabalho")

Brasão do grande chefe (high chief) do clã Arthur

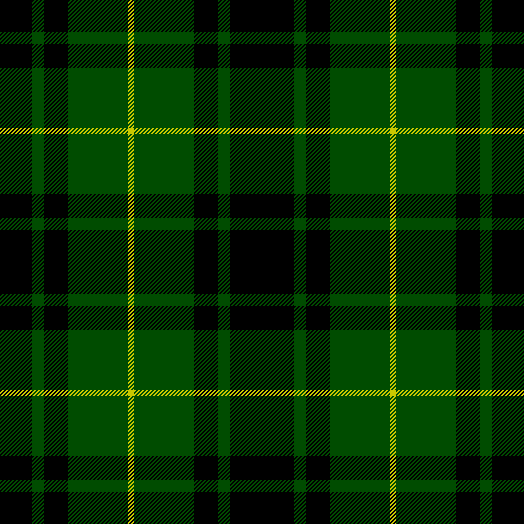
Tartan do clã Arthur

O Clã Arthur ou Clã MacArthur é um clã escocês do distrito de Argyll, Escócia.
É descrito como um dos mais antigos de Argyll, sendo o atual chefe John Alexander MacArthur (9 de outubro de 1954).

## Membros do Clã
- John Alexander MacArthur (O Chefe) Margaret Dykes MacArthur (A esposa do chefe)  - Gavin James MacArthur
  - Calum John MacArthur
- Patricia Mary MacArthur (a viúva de James Edward MacArthur, 1.º chefe do Clã)
  - Mary MacArthur Neville Vinden Wood
    - Ian James MacArthur Wood